# 聖瑪爾大之家
圣玛尔大之家（拉丁語：Domus Sanctæ Marthæ）是位於梵蒂岡的住宿設施，位於聖伯多祿大殿南側，由若望保祿二世擔任教宗時修建。主要功能是接待參加和準備教宗選舉的樞機團成員，平時亦作招待所供與聖座有密切來往的人士。其名取自《新約聖經》中的婦女聖瑪爾大，她是伯達尼的瑪利亞及拉匝祿的姐姐。
在1996年2月22日頒布《主的普世羊群》宗座憲章以前，樞機們昔日在教宗選舉時要在西斯汀小堂搭鋪以供休憩，而圣玛尔大之家的設立正是為了解決這個問題。方濟各在2013年當選教宗後選擇居住於此，而非如同他的前幾任入住位於宗座宮的教宗寓所。

## 建築與設備
聖瑪爾大之家是棟五層樓的建築物，包含了106個套房，22個單人房以及1個公寓。其經營是由仁愛修女會負責的。其設施包括單人的臥室、盥洗室以及閱讀室。此外亦提供用餐以及其他居住者的需求服務。

## 沿革
聖瑪爾大之家的前身是聖瑪爾大醫院，1891年為霍亂傳染病的高峰期，教宗良十三世為了梵蒂岡附近的居民們而設立的收容機構。爾後則提供服務給附近居民以及朝聖者。該建築於1901年首度有了電力設備，隔年則加建了一個附設的小堂，服務對象也擴展到神職人員及宗座瑞士近衛隊成員。在二次大戰時作為收容難民、猶太人及因戰而和義大利斷交國的駐義大利大使的收容所。之後偶有作為神職人員宿舍或者辦公室使用。
若望保祿二世於1996年2月22日頒布宗座憲章《主的普世羊群》以前，參與教宗選舉秘密會議的樞機們被安置在宗座宮殿內的各個隔間中。甚至借用羅馬的各神學院宿舍，當秘密會議開始他們被隔離於西斯汀小堂之內後，他們就只能睡在暫時搭建在其內的各個小隔間中，小隔間會設在各個地方，包括走廊和辦公室。而且往往必須十個樞機共用一間衛浴設備，造成不便。除了搭建隔間對古老的牆壁的損害，還要考慮到一點——參加者大多是老年人了。
若望·保祿二世在自己參加過兩次這樣的教宗選舉後，決定讓參與的年老樞機們減少以往的不適情況，因而下令建立聖瑪爾大之家。在若望·保祿二世為教宗選舉進行改革發布的《主的普世羊群》中的第43條中，他規定樞機們於會議準備期和會議期間下榻聖瑪爾大之家。此外聖瑪爾大之家的宿舍亦提供給選舉期間的協助人員如醫師居住。

## 教宗選舉秘密會議
聖瑪爾大之家經歷過三次的教宗選舉秘密會議，第一次是教宗若望保祿二世於2005年辭世後的教宗選舉秘密會議，第二次則是當教宗本篤十六世於2013年宣告退位後所舉辦的選舉秘密會議，第三次則是當教宗方濟各於2025年辭世後所舉辦的選舉秘密會議。
聖瑪爾大之家在教宗選舉秘密會議期間作為樞機團成員的住處後，所有非相關人士就會被禁止進入。此外聖瑪爾大之家也會禁止居住者向外通信以防止外界對會議造成影響。包括樞機團成員自聖瑪爾大之家前往因選務需要的處所途中亦須避免他人接近。這些都是總務樞機的職責範圍。

## 教宗住處
2013年，教宗方济各宣布在就任教宗后继續居住在聖瑪爾大之家，而非如歷任教宗一樣搬進宗座宫，只是他從參與教宗選舉時居住的207號房搬到201號房，另外為了保護其安全，其房門固定由輪班的二名宗座瑞士近衛隊成員站崗。
方濟各是自教宗庇護十世退居梵蒂岡以來首位未入住宗座宮的教宗，但他在部分需要接見外賓以及每週於教宗書房窗口公開接見群眾的傳統活動，都還是會在宗座宮進行。即使如此，方濟各的日常起居還是在規模僅有二間房間的瑪爾大201套房，直到其於2025年4月21日去世時，都仍住在該寓所。